# Gethyllis fimbriatula
Gethyllis fimbriatula är en amaryllisväxtart som beskrevs av D.Müll.-doblies. Gethyllis fimbriatula ingår i släktet Gethyllis och familjen amaryllisväxter. Inga underarter finns listade i Catalogue of Life.